# Wildflower Wildfire
"Wildflower Wildfire" é uma canção da cantora e compositora estadunidense Lana Del Rey. Foi lançada em 20 de maio de 2021 através da Interscope Records e Polydor Records juntamente com "Blue Banisters" e "Text Book" como os primeiros singles do oitavo álbum de estúdio da artista Blue Banisters. A canção foi escrita por Del Rey, Sage Skolfield, Sean Solymar, e Mike Dean, enquanto foi produzida por esse último.

## Antecedentes
Em 28 de abril de 2021, Lana Del Rey anunciou o lançamento de seu oitavo álbum de estúdio, intitulado Blue Banisters, programado para ser lançado em 4 de julho do mesmo ano. em 20 de maio de 2021, três canções foram lançadas sem aviso prévio pela cantora — "Wildflower Wildfire", "Blue Banisters", e "Text Book" — servindo como "lançamentos promocionais em antecipação ao seu oitavo álbum de estúdio."

## Composição
"Wildflower Wildfire" foi notada por suas diferenças em relação aos trabalhos anteriores de Del Rey em Norman Fucking Rockwell! e Chemtrails over the Country Club, com o produtor Jack Antonoff ausente na faixa. Em vez disso, a canção foi produzida pelo produtor de hip hop Mike Dean. "Wildflower Wildfire" é uma balada de piano minimalista, que apresenta leve bateria eletrônica no final da faixa. A canção descreve liricamente o relacionamento de Del Rey com sua mãe.

## Créditos
Créditos adaptados do Tidal.
- Lana Del Rey – vocais, composição
- Mike Dean –produção, composição, teclado, engenheiro de masterização, mixagem
- Sage Skolfield – composição, engenharia
- Sean Solymar – composição, engenharia

## Histórico de lançamento
| Região | Data               | Formato(s)                 | Gravadora(s)       |
| ------ | ------------------ | -------------------------- | ------------------ |
| Vários | 20 de maio de 2021 | Download digital streaming | Interscope Polydor |